# Kirschsteinite
La kirschsteinite est un minéral de la classe des silicates, qui appartient au groupe de l'olivine. Il a été découvert en 1957 à Goma, Nord-Kivu, République démocratique du Congo et porte le nom de l'allemand Egon Kirschstein, pionnier de l'exploration géologique de la région volcanique des Virunga au Nord-Kivu.

## Caractéristiques
La kirschsteinite est un silicate de formule chimique CaFe2+SiO4. Elle cristallise dans le système orthorhombique en cristaux de taille allant jusqu'à 0,5 mm. Elle est couleur vert clair, mais est incolore sur des sections suffisamment minces. Sa dureté sur l'échelle de Mohs est de 5,5.
Elle forme une série de solution solide avec le minéral monticellite (CaMgSiO4), dans laquelle le remplacement progressif du magnésium par le fer donne les différents minéraux de la série.

## Classification
Selon la classification de Nickel-Strunz, la kirschsteinite appartient à "9.AC - Nésosilicates sans anions additionnels ; cations en coordination octaédrique [6]" avec les minéraux suivants : fayalite, forstérite, glaucochroïte, laihunite, liebenbergite, téphroïte, monticellite, brunogeierite, ringwoodite et chesnokovite.

## Formation et gisements
Il existe des gisements de kirschsteinite en Algérie, en Antarctique, en Argentine, en Autriche, au Brésil, aux États-Unis, en France, en Inde, en Italie, au Kazakhstan, en Mauritanie, au Mexique, au Maroc, en Namibie, en Pologne, en République démocratique du Congo, en Russie, en Afrique du Sud et en Suède. En Espagne, il y a un site à Pastrana en Murcie.